# تالامانكا دي جاراما
طلمنكة (بالإنجليزية: Talamanca de Jarama)‏ (تالامانكا دي جاراما) هي بلدية ومدينة في منطقة الحكم الذاتي وتقع في منطقة مدريد في وسط إسبانيا. تبلغ مساحة هذه المدينة 39.36 (كم²)، ويبلغ عدد سكانها 2927 نسمة حسب إحصاء سنة 2010 م.

## وصلات خارجية
- الموقع الرسمي